# Olym
Der Olym (russisch Олы́м) ist ein rechter Nebenfluss der Bystraja Sosna in den russischen Oblasten Kursk, Lipezk, Orjol und Woronesch.
Der Olym entspringt auf der Mittelrussischen Platte in der Oblast Kursk. Von dort fließt er in überwiegend nördlicher Richtung. Er bildet kurzzeitig die Grenze zur Oblast Woronesch. Er fließt weiter durch die Oblast Kursk in die Oblast Lipezk. Im Unterlauf verläuft der Olym mehrere Kilometer entlang der Grenze zur Oblast Orjol. Schließlich erreicht er die Bystraja Sosna, einen Nebenfluss des Don.
Der Olym hat eine Länge von 151 km. Er entwässert ein Areal von 3090 km². Der Fluss wird hauptsächlich von der Schneeschmelze gespeist. 63 km oberhalb der Mündung beträgt der mittlere Abfluss 6,5 m³/s. Maximale Abflüsse von 674 m³/s, sowie geringste Abflüsse von 0,63 m³/s wurden schon gemessen. Der Fluss ist zwischen November und März / April eisbedeckt.